# Neuburgia (insecte)
Cet article concerne le genre d'insectes. Pour le genre de plantes, voir Neuburgia (plante).
Genre
Neuburgia est un genre fossile d'insectes paléodictyoptères, de la famille des spilaptéridés. Ses fossiles datent de 304–299 Ma soit du Gzhélien du Carbonifère supérieur.

## Classification
Le genre fossile Neuburgia est décrit en 1930 par le paléontologue et entomologiste russe Andreï Vassilievitch Martynov (1879-1938) ,.

### Publication originale
- [A. V. Martynov 1930] (ru) A. V. Martynov, « Палеозойские насекомые Кузнецкого бассейна » [« Insectes paléozoïques du bassin de Kuznetzk »], Izvestiya glavnogo geologo-Razvedochnogo Upravleniya, Moscou, vol. 49, no 10,‎ 1930, p. 1221-1248.